# Alan Kay
Alan Kay (ur. 17 maja 1940 w Springfield) – amerykański informatyk. 

## Życiorys
Jeden z pierwszych pracowników Xerox PARC. Jeden z twórców koncepcji programowania obiektowego.
Laureat nagrody Turinga w 2003 za pionierską pracę nad obiektowymi językami programowania jako lider zespołu tworzącego język Smalltalk i fundamentalny wkład w rozwój komputerów osobistych.
W Xerox PARC pracował m.in. nad koncepcją Dynabooka. Komputera przenośnego, pierwowzoru dzisiejszych tabletów. Miał on kosztować nie więcej niż 500 dolarów i ważyć kilka kilogramów. Dynabook był inspiracją przy powstaniu projektu One Laptop Per Child. Koncepcja ta powstała na długo przed powstaniem komputerów osobistych.
Wymyślił powiedzenie, które zostało uznane za motto Xerox PARC:

Najlepszym sposobem, by przewidzieć przyszłość, jest ją wynaleźć

W 2004 roku został odznaczony Nagrodą Kioto w dziedzinie zaawansowanych technologii.